# テレプレゼンス

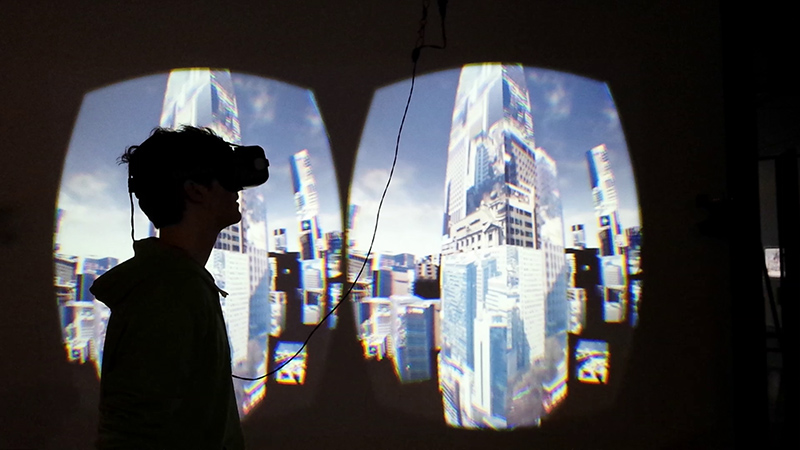
3Dメガネを使用して10,000の仮想都市を歩き回ることができる（2015年、マーク・リー

テレプレゼンス（英語: telepresence）は、テレロボティクスを介して、実際の場所以外の場所に存在しているように感じたり、存在しているように見せたり、効果を発揮したりできる一連のテクノロジーを指す。
テレプレゼンスでは、ユーザーの感覚に、他の場所にいるような感覚を与えるような刺激を与える必要がある。さらに、ユーザーはリモートロケーションに影響を与えることができる場合がある。この場合、ユーザーの位置、動き、行動、声などが遠隔地で感知、送信、複製され、この効果がもたらされる可能性がある。したがって、情報はユーザーと遠隔地の間を双方向に移動している可能性がある。
人気のあるアプリケーションは、テレプレゼンスビデオ会議、可能な限り最高レベルのビデオ電話にあります。ビデオを介したテレプレゼンスは、従来のビデオ会議よりも高度な技術と視覚と音声の両方の忠実度の向上を実現する。モバイル・コラボレーションの技術的進歩により、ビデオ会議の機能が重役会議室を超えてハンドヘルドモバイルデバイスで使用できるようになり、場所に関係なくコラボレーションが可能になった。
テレプレゼンスロボットは、COVID-19などのパンデミック危機時の社会的相互作用についても考慮している。Tuli et alによる最近の出版物は、そのようなロボットの設計要件を提示した。

## 歴史
先駆的な論文では、米国認知科学者マービン・ミンスキーは、テレプレゼンスのアイデアの開発をSF作家のロバート・A・ハインラインのものであると考えた：「遠隔操作経済の私の最初のビジョンはロバート・A・ハインラインの予言的な1948年の小説ウォルドから来た」とミンスキーは書いている。彼の空想科学小説「ウォルド」（1942年）で、ハインラインは、最初に原始的なテレプレゼンス・マスタースレーブ・マニピュレーター・システムを提案した。
1969年に、フレッド・セイバーヘーゲンによって書かれた「The Brother Assassin」は、テレプレゼンス・マスタースレーブ・ヒューマノイド・システムの完全な概念を導入した。小説では、その概念は次のように説明されている。「そしてしばらくして、彼はマスターから床のその下に立っているスレイヴユニットの体に運ばれたように見えた。その動きの制御が彼に渡されると、スレイヴは徐々に片側に寄りかかり始め、彼は自分の足を動かすのと同じくらい自然にバランスを保つために足を動かした。頭を後ろに傾けると、彼はスレイヴの目を通して見上げることができ、複雑なサスペンションで同じ姿勢を維持しながら、自分が中にいるマスターユニットを見ることができた。」

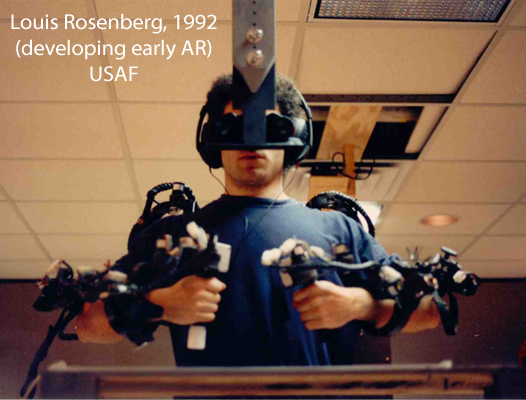
初期のテレロボティクス、米国空軍のバーチャル・フィクスチャシステム（ローゼンバーグ、1992年）

テレプレゼンスという用語は、1980年にミンスキーが書いた記事で造られた。ミンスキーは、遠隔操作の参加者に実際に別の場所にいるような感覚を与えることに焦点を当てた以前の概念の適応バージョンに対するビジョンを概説した。遠隔地に完全に没入型の存在感を生み出す最初のシステムの1つは、1992年に米国空軍のアームストロング研究所で発明者ルイス・ローゼンバーグによって開発された仮想フィクスチャプラットフォームでした。このシステムには、遠隔環境からの立体画像表示と、上半身の外骨格全体を使用した没入型タッチフィードバックが含まれていた。
最初の商業的に成功したテレプレゼンス会社であるテレポート社（後に『テレスイート』に改名された）は、1993年にデビッド・アレンとヘロルド・ウィリアムズによって設立された。 テレスイート社は、リゾートビジネスにおいて利用客であるビジネスマンが重要な会議に参加するために滞在を切り上げることなく、リゾート施設から会議に出席できるようにする技術を開発した。

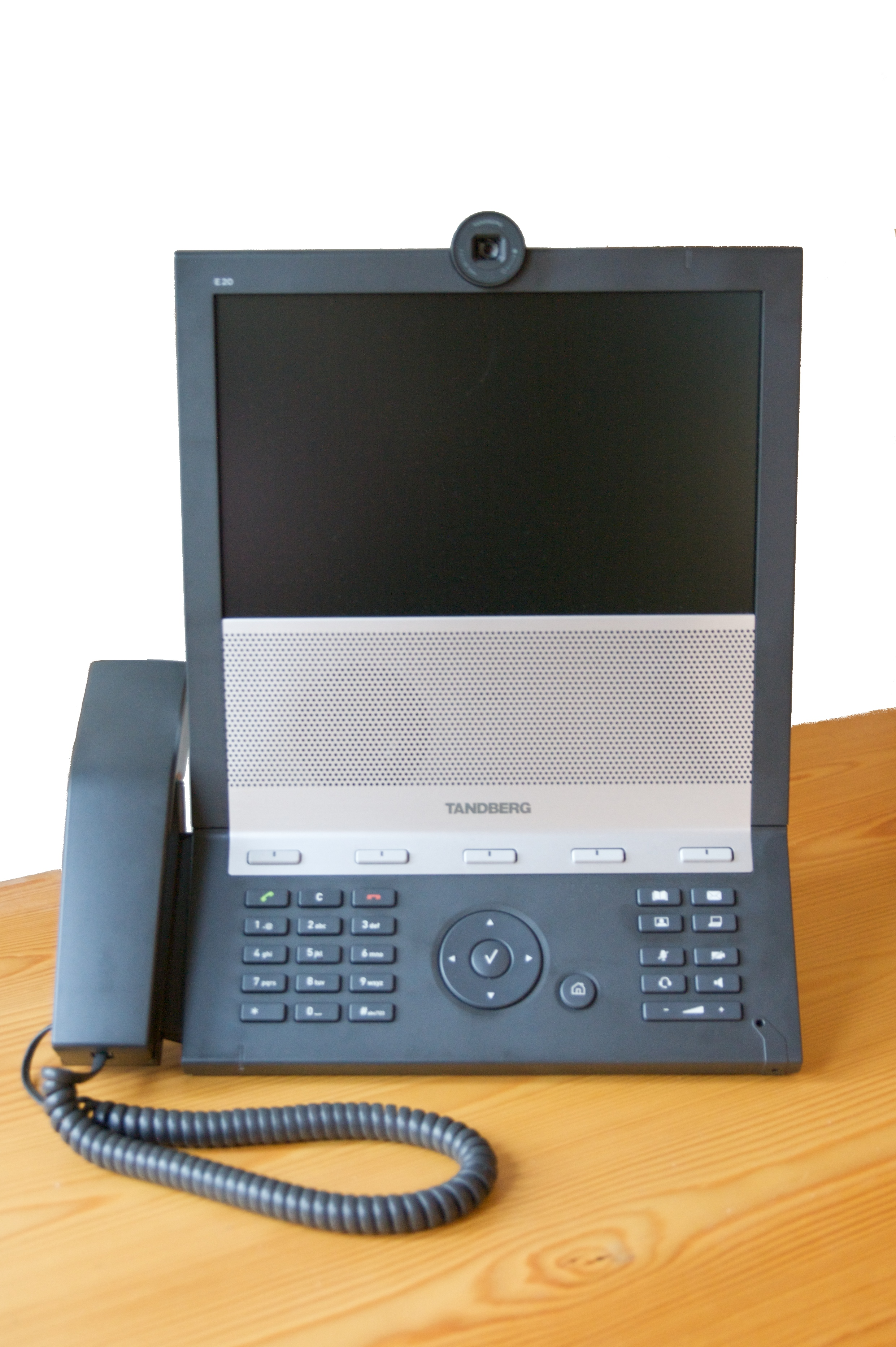
従来のデスクトップ電話に取って代わることを目的としたTandbergE20高解像度ビデオ会議電話

ヒルトンホテルは、当初、米国およびその他の国のホテルにそれらをインストールすることを許可していたが、使用率は低かった。このアイデアは勢いを失い、ヒルトンは最終的に撤退した。テレスイート社は後に、ホスピタリティ業界ではなく、ビジネス指向のテレプレゼンスシステムに重点を置くようになった。株主は最終的に会社の当初のリーダーシップに取って代わるのに十分な株式を保有し、それが最終的に会社の崩壊につながった。デビッド・アレンは、テレスイートのすべての資産を購入し、スコット・アレンをDestiny Conferencingという新会社の社長に任命した。
デスティニー・カンファレンジング社は、その一連の特許をヒューレット・パッカードに供与した。これは、テレプレゼンス業界に参入した最初の大企業となり、すぐにシスコシステムズやポリコムなどの他の企業がそれに続いた。デスティニー・カンファレンジングはプレザントンを拠点とするポリコムと販売契約を結んだ後、2007年1月5日にポリコムに6000万米ドルで売却された。
1990年に、テレプレゼンス研究プロジェクトは開始された。トロント大学にあるオンタリオテレプレゼンスプロジェクト（OTP）は、社会科学と工学を含む学際的な取り組みであった。その最終報告書は、「（略）3年間、480万米ドルの競争前の研究プロジェクトであり、その使命は、主要な社会学的および工学的問題への洞察を得るために、さまざまな職場で高度なメディアスペースシステムを設計およびフィールドトライアルすることであった。1994年12月に終了したOTPは、カナダのオンタリオ州の研究者をヨーロッパの4か国の研究者にリンクする国際テレプレゼンスプロジェクトの一部であり、プロジェクトの主要なスポンサーは、オンタリオ州政府であり、その2つの卓越したセンターである情報技術研究センター（ITRC）とオンタリオ州電気通信研究所（TRIO）を通じている。」 

## 利点

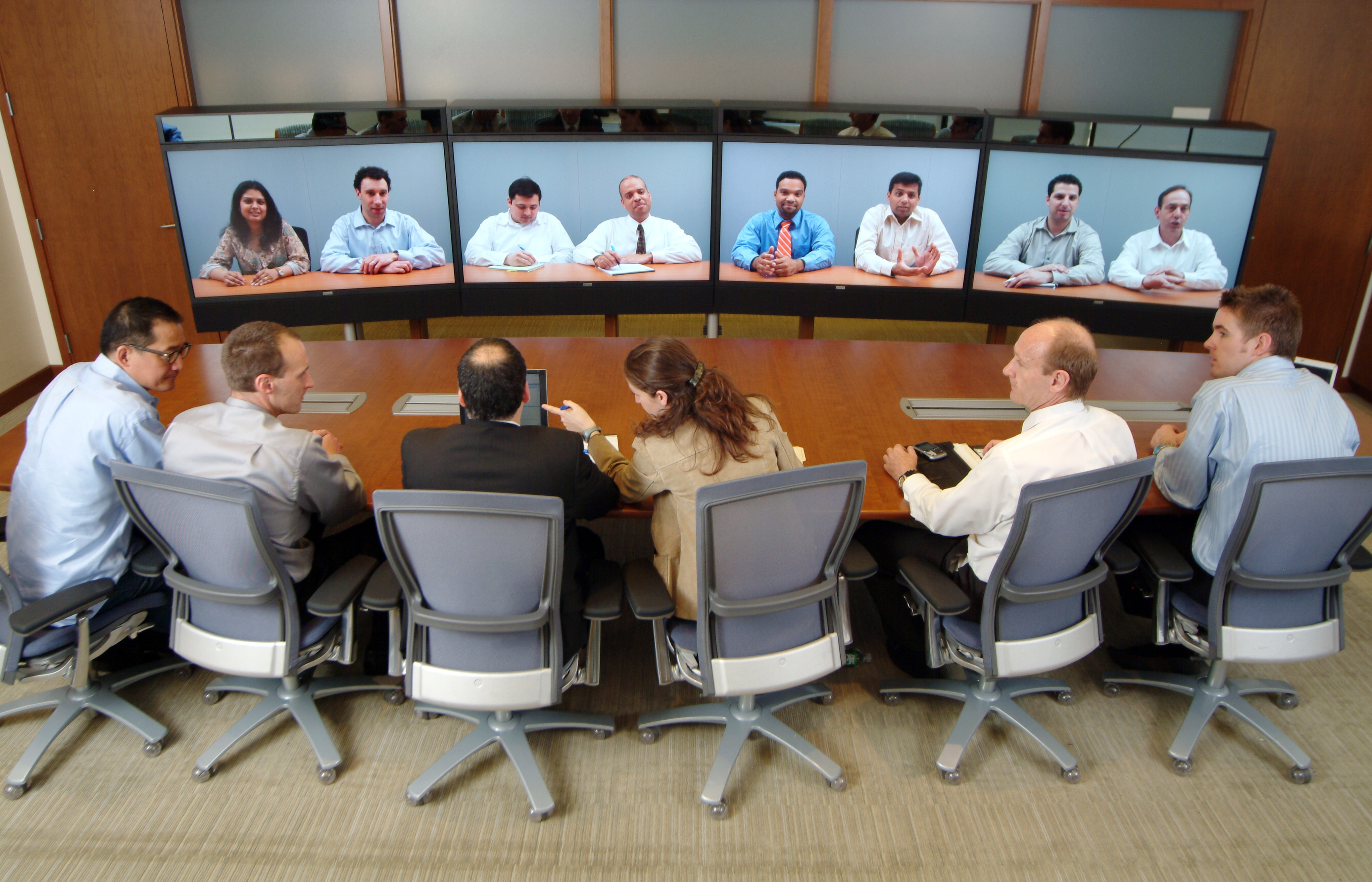
モジュラー・テレプレゼンス・システム

業界の専門家は、テレプレゼンスのいくつかの利点について次のように説明している。「私たちは、出張費を削減し、二酸化炭素排出量と環境への影響を削減し、従業員のワークライフバランスを改善し、従業員の生産性を向上させたいと考えていた。」

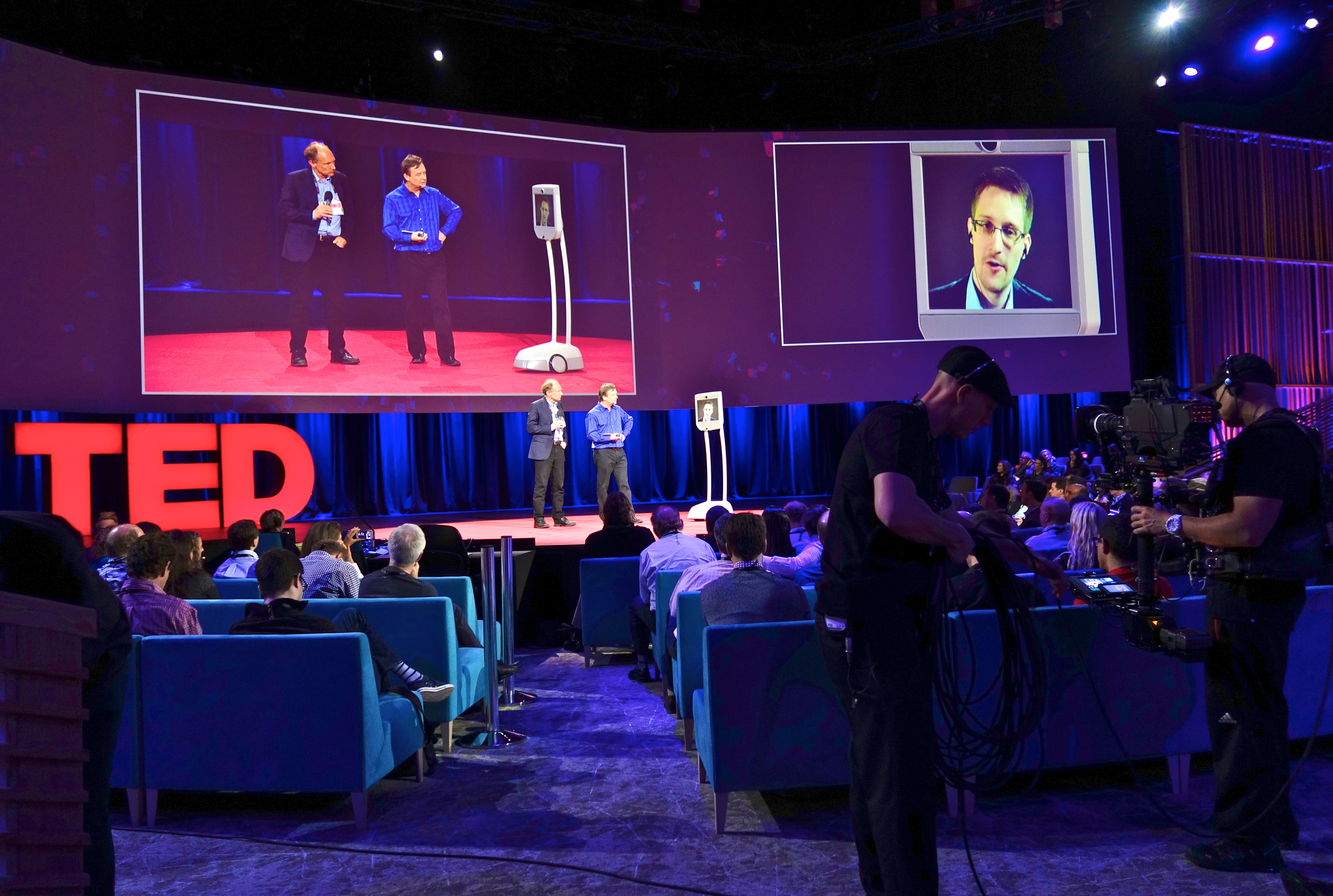
アメリカ人亡命者のエドワード・スノーデンが、2014年3月にテレプレゼンスロボットを介してロシアからテキサスで開催されたTED会談に参加した。

顔を合わせて会議を行うために長距離を移動するのではなく、マルチコーデックビデオシステム（現在「テレプレゼンス」という言葉が最もよく表しているもの）を使用するテレプレゼンスシステムを使用するのが一般的である。会議の各メンバー/パーティーは、テレプレゼンスルームを使用して「ダイヤルイン」し、同じ部屋にいるかのように1つまたは複数のディスプレイデバイスで他のすべてのメンバーの表示/会話ができる。これは莫大な時間と費用の利益をもたらす。また、視覚的な側面がコミュニケーションを大幅に強化し、顔の表情や他のボディランゲージの知覚を可能にするため、電話会議よりも優れている（コストを除く）。
モバイル・コラボレーションシステムは、最新世代のハンドヘルドモバイルデバイスを使用したビデオ、オーディオ、および画面上の描画機能の使用を組み合わせて、場所に関係なくリアルタイムでマルチパーティ会議を可能にする。メリットには、問題解決の加速、ダウンタイムと移動の削減、カスタマーサービスの改善、生産性の向上によるコスト効率が含まれる。

## 実装
テレプレゼンスは、自分の物理的な場所から離れた実際の実際の場所に完全に存在するという人間の経験として説明されている。したがって、ビデオテレプレゼンスを経験している人は、リモートサイトでの会議の一部であるかのように振る舞い、刺激を受け取ることができる。前述のことは、幅広いユーザーに利益をもたらすグループ活動のインタラクティブな参加をもたらす。

### 人間の感覚要素の実装
テレプレゼンス体験を提供するには、視覚、音、操作の人間の感覚要素を実装するテクノロジーが必要である。

#### 視覚と音
最小限のシステムには通常、視覚的なフィードバックが含まれる。理想的には、ユーザーの視野全体が遠隔地のビューで満たされ、視点はユーザーの頭の動きと向きに対応する。このように、それは、視点が視聴者の制御の及ばないテレビや映画とは異なる。
これを達成するために、ユーザーには、非常に大きな（またはラップアラウンド）画面、または目の前に直接取り付けられた小さなディスプレイのいずれかが提供される場合がある。後者は、特に説得力のある3D感覚を提供する。ユーザーの頭の動きを感知する必要があり、カメラはそれらの動きを正確かつリアルタイムで模倣する必要がある。これは、意図しない乗り物酔いを防ぐために重要である。
テレプレゼンスディスプレイの将来の改善のもう1つの源は、ホログラムと比較して、等身大の画像を特徴とする投影エレクトロニック・ビジュアル・ディスプレイ。
音は、130年以上前にさかのぼる基本的な電話技術に基づいて、一般的に忠実に実装するのが最も簡単な感覚である。ステレオサウンドはモノラルサウンドよりも立体感があり、非常に忠実度の高いサウンド機器も長い期間利用可能である。

#### 操作

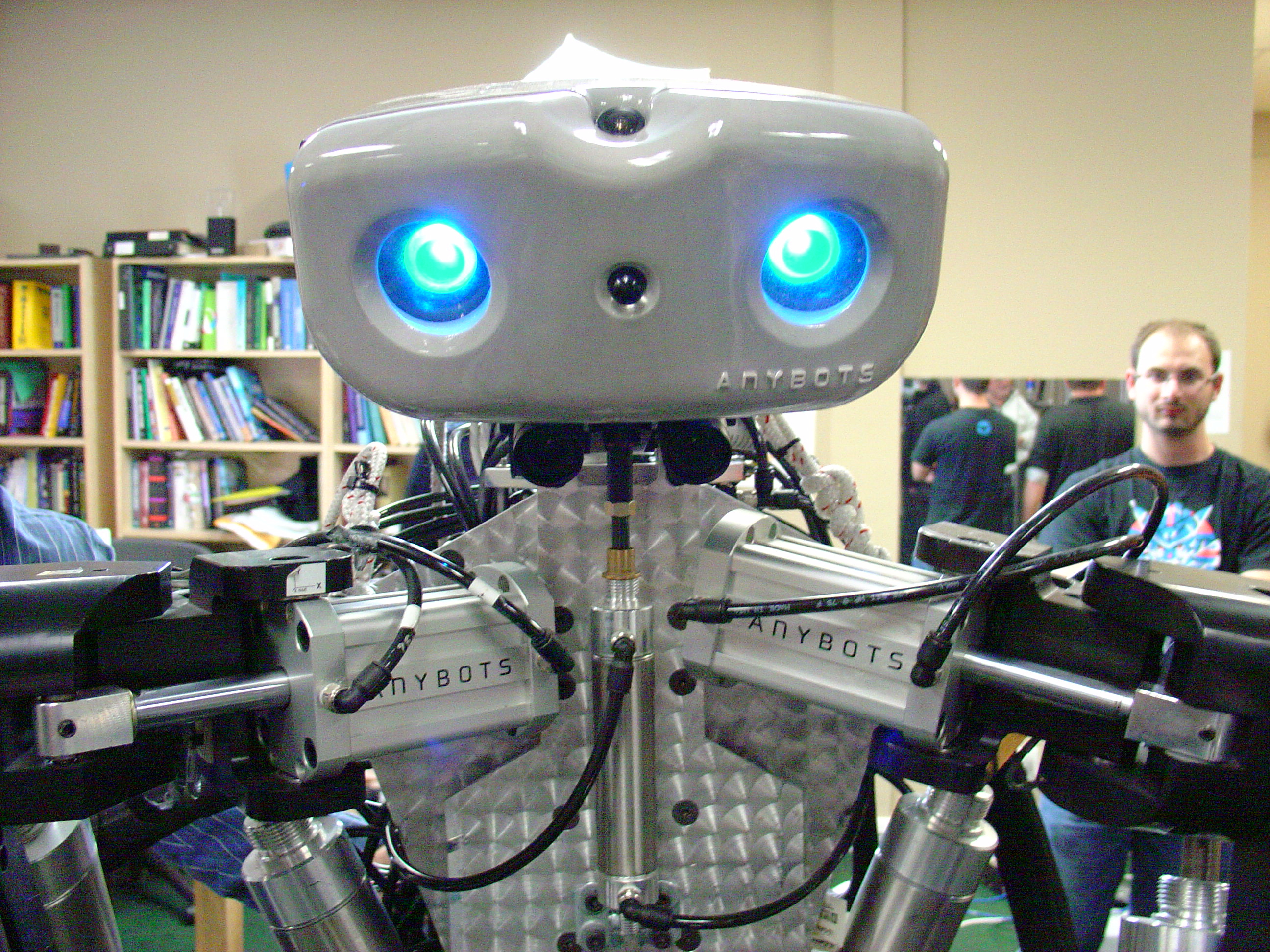
Monty、Anybotsのテレマニピュレーションプロトタイプ

リモートオブジェクトまたは環境を操作する機能は、一部のテレプレゼンスユーザーにとって重要な側面であり、ユーザーのニーズに応じてさまざまな方法で実装できる。通常、ユーザーの手の動き（空間内の位置、および指の姿勢）は、ワイヤードグローブ、慣性センサー、または絶対空間位置センサーによって感知される。次に、離れた場所にいるロボットがそれらの動きを可能な限り忠実にコピーします。この機能は、テレオペレーションとも呼ばれる。
ロボットが人間の手の形を再現するほど、テレプレゼンスの感覚が高まる。ロボットエフェクターの複雑さは、単純な1軸グリッパーから、完全に擬人化されたロボットの手まで、大きく異なる。
触覚テレオペレーションとは、ある種の触覚力フィードバックをユーザーに提供するシステムを指す。そのため、ユーザーは、ロボットによって操作されるリモートオブジェクトの重量、硬さ、サイズ、および/またはテクスチャの近似値を感じる。コラボレーティブテレプレゼンスと呼ばれる新しい形式のテクノロジーが現在開発されており、通常の社会的距離を保ちながら、他の人と同じ部屋にいるように見えながら、最終的には他の人とコラボレーションするために使用される。コラボレーティブテレプレゼンスは、このような触覚センサーを使用して、触覚を可能にする。

#### 運動の自由

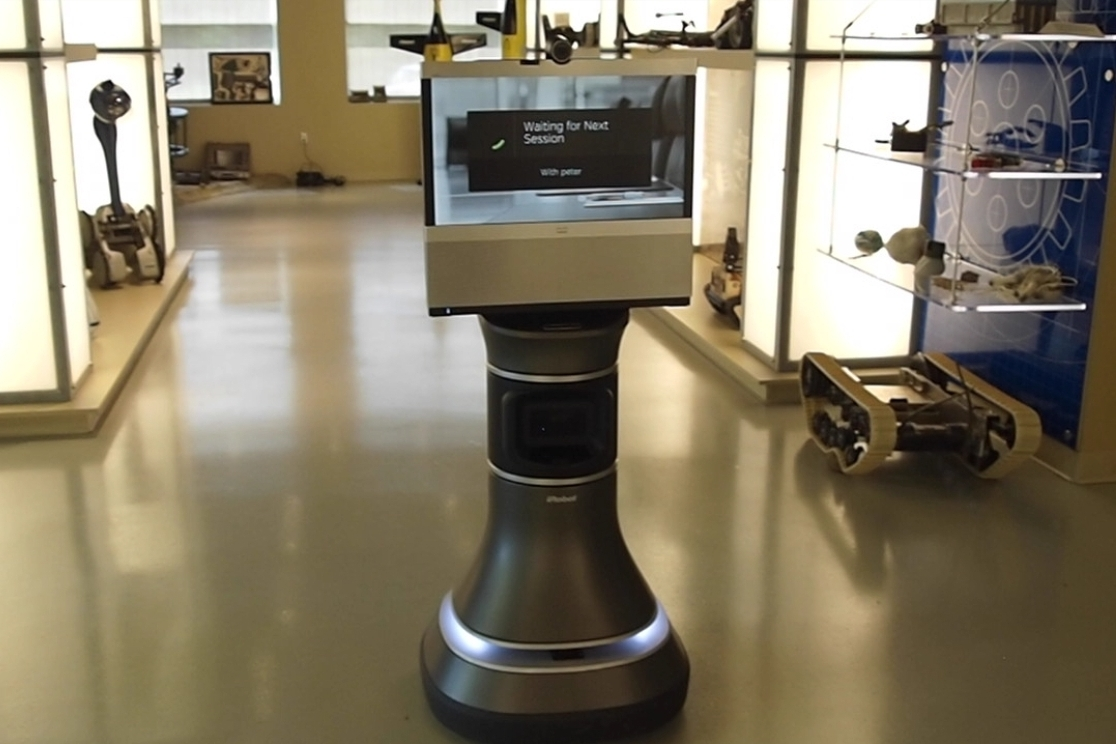
iRobot Ava 500、自律ローミングテレプレゼンスロボット。

モバイルデバイス、タブレット、およびポータブルコンピュータを使用した高品質のビデオ会議の普及により、テレプレゼンスロボットが大幅に成長し、オフィス、自宅、または学校で直接会うことができない場合でも、コミュニケーションやコラボレーションのためのリモートの物理的存在感を高めることができる。ロボットのアバターは、離れた場所にいる人の命令で動かしたり見回したりできる。運転可能なテレプレゼンスロボット–通常、ローミングベースに取り付けられたディスプレイ（統合または個別の電話またはタブレット）が含まれる。ローミングテレプレゼンスロボットの例としては、Beam by Suitable Technologies、Double by Double Robotics、Ava Telepresence by Ava Robotics 、Anybots、Vgo、TeleMe by Mantarobot、Romo byRomotiveなどがある。
より現代的なローミングテレプレゼンスロボットには、自立型に動作する機能が含まれている場合がある。ロボットは、部屋とドッキングステーションの間を運転しながら、スペースを計画し、障害物を回避することが可能である。

### 効果
テレプレゼンスの効果は、忠実度によって異なる。調査によると、テレプレゼンスソリューションは、「没入型」から「適応型」、「ライト」ソリューションまで、実装の程度が異なる。上部には、照明、音響、装飾、家具に関して両端の環境が高度に制御されている（多くの場合同じ）没入型ソリューションがある。これにより、すべての参加者は、同じ部屋の同じテーブルに一緒にいるような印象を与えることができます。 このように「没入型」ラベルを生み出す。
アダプティブテレプレゼンスソリューションは同じテクノロジーを使用する場合がありますが、両端の環境は高度に制御されていないため、多くの場合異なります。アダプティブソリューションは、環境の制御という点ではなく、テクノロジーの統合という点でテレプレゼンスライトソリューションとは異なります。アダプティブソリューションはマネージドサービスを使用しますが、テレプレゼンスライトソリューションは誰かが統合する必要のあるコンポーネントを使用します。

### 実装の透明性

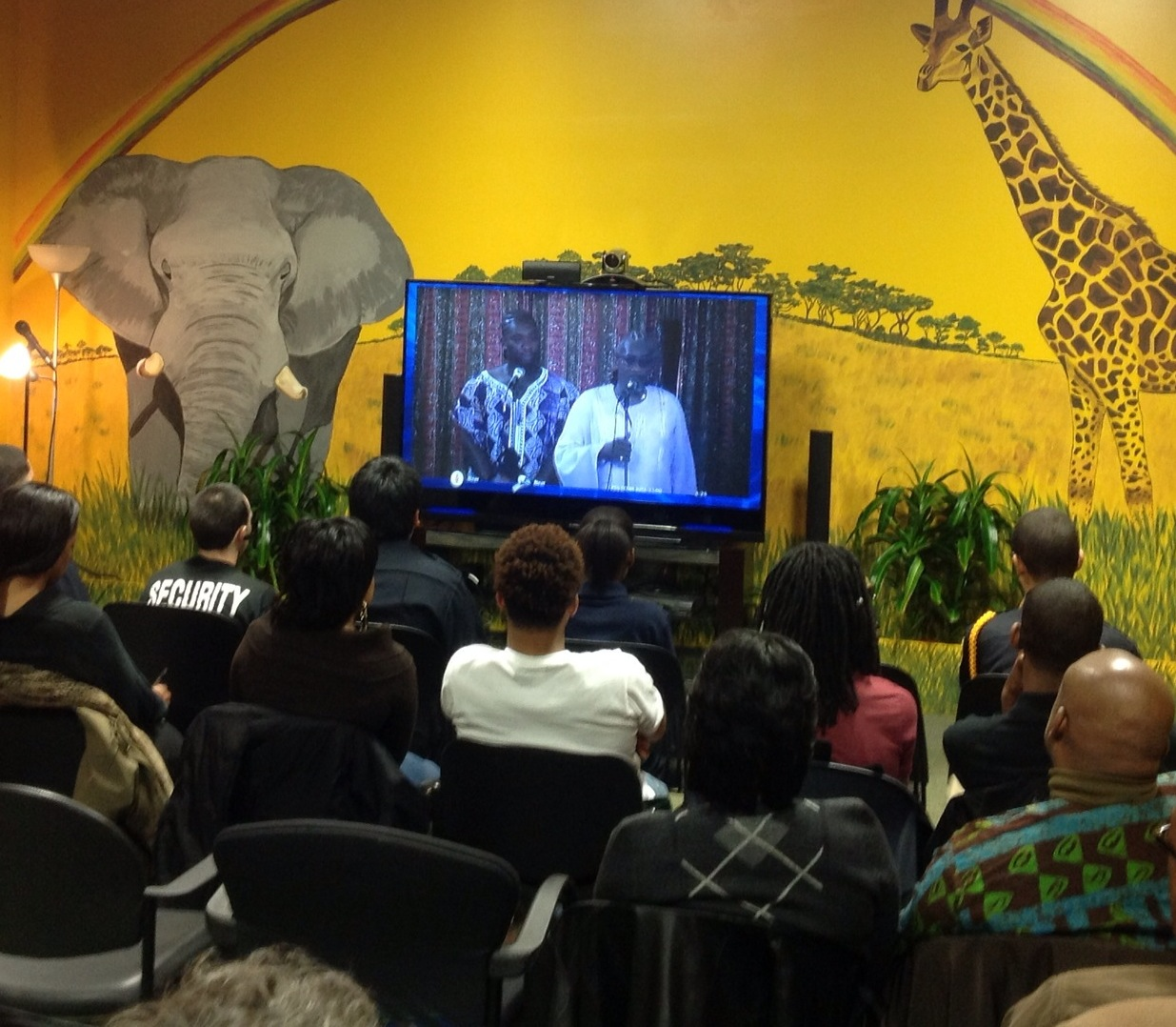
ガーナとニュージャージー州ニューアークの参加者間のテレプレゼンス会議（2012年）

優れたテレプレゼンス戦略は、人的要因を最優先し、従来のビデオ会議の不自然な「トーキングヘッズ」体験から切り離して、対人コミュニケーションに対する脳の生来の好みを厳密に再現する視覚的なコラボレーション構成に焦点を当てる。これらの手がかりには、等身大の参加者、滑らかな動き、正確な肌のトーン、真のアイコンタクトの外観が含まれる。これはすでに確立されたテクノロジーであり、今日多くの企業で使用されている。2006年6月のNetworkers Conferenceでのシスコシステムズの最高経営責任者であるジョン・チェンバースは、テレプレゼンスとスタートレックからのテレポーティングを比較し、このテクノロジーをシスコにとって潜在的な10億ドル規模の市場と見なしていると述べた。
テレプレゼンスシステムが、ユーザーが実際のプレゼンスとの違いを認識しないような包括的で説得力のある刺激を備えたこのような透過的な実装を提供することはめったにない。ただし、アプリケーションによっては、ユーザーがそのような違いを脇に置いておく場合がある。
単純な電話は、聴覚の人間の感覚要素だけを使用して、限られた形式のテレプレゼンスを実現する。ユーザーは、電話自体ではなく、お互いに話していると見なす。
たとえば、テレビを見ることは、私たちの主要な視覚と聴覚を刺激するが、視聴者がもう家にいないという印象を与えることはめったにない。しかし、テレビは、イベントを直接目撃したり体験したりする人々が体験するような、視聴者からの感情的な反応を引き起こすのに十分な感覚を刺激することがある。例としてテレビで放映されたスポーツイベントの描写は、視聴者から強い感情を引き出すことが可能である。
画面サイズが大きくなると、没入感や、視聴者が利用できる主観的な精神体験の範囲も大きくなる。一部の視聴者は、飛行または屋外シーケンスのIMAX映画を見ているときに、本物のめまいまたは乗り物酔いの感覚が報告されている。
現在、実現可能なテレプレゼンスギアのほとんどは、何かが望まれることを残している。ユーザーは、不信の停止をある程度中断し、おそらく何らかのスキルを使用して機器を操作するなど、遠隔地に適した自然な方法で行動することを選択する必要がある。対照的に、電話ユーザーは自分が電話を「操作している」とは見なさず、単に電話を使って他の人と話しているだけである。

## 関連技術

### バーチャルプレゼンス（バーチャルリアリティ）

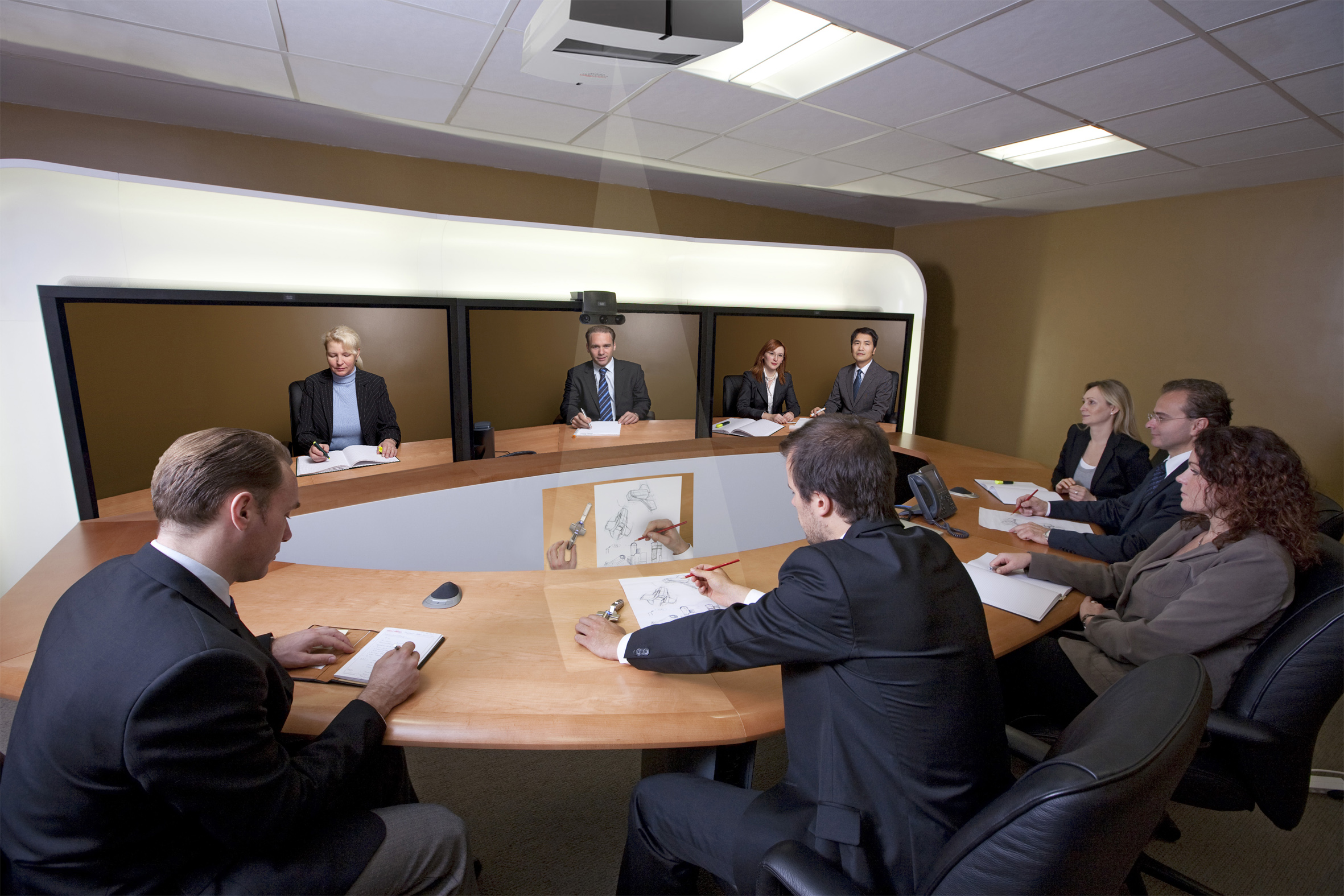
オフィスで開催されたオンラインビデオWeb会議。（2010年12月）

テレプレゼンスとは、ユーザーが別のライブの実際の場所と対話することを指し、シミュレートされた環境にいるような印象をユーザーに与える仮想プレゼンスとは異なる。テレプレゼンスと仮想プレゼンスは、同様のユーザーインターフェイス機器に依存しており、プロセスのある時点でのユーザーエクスペリエンスの関連部分が抽象的な（通常はデジタル）表現で送信されるという共通の機能を共有している。主な機能の違いは、もう一方の端にある実体である。テレプレゼンスの場合は実環境、没入型バーチャルリアリティの場合のコンピューターである。
プレゼンスは、感覚器官の限界を超えて自分のプレゼンスとマインドを投影し、そのような方法で環境を知覚するような、遠位の帰属または外部化と非常に似ている。2つの別々の認識が区別される。一つ目は、私たちが物理的な環境を超えて何も感じることができない、仲介されていない知覚。2つ目は、テクノロジーを介した仲介されたプレゼンスであり、2つの異なる環境を同時に突然知覚するように強制する。1つは私たちのすぐ近くにあり、もう1つはテクノロジーによって私たちに投影されます。仲介された体験は、仮想技術に限定されず、望遠鏡やカメラを備えた宇宙など、空間的に離れた場所でも体験可能である。

## アプリケーション
アプリケーションの例は、緊急事態管理およびセキュリティサービス、B＆I、エンターテインメントおよび教育業界で引用できる。

### コミュニティの接続
テレプレゼンスは、地理的に離れたグループのメンバー間で共有された存在感または共有された空間の感覚を確立するために使用可能である。

### 危険な環境

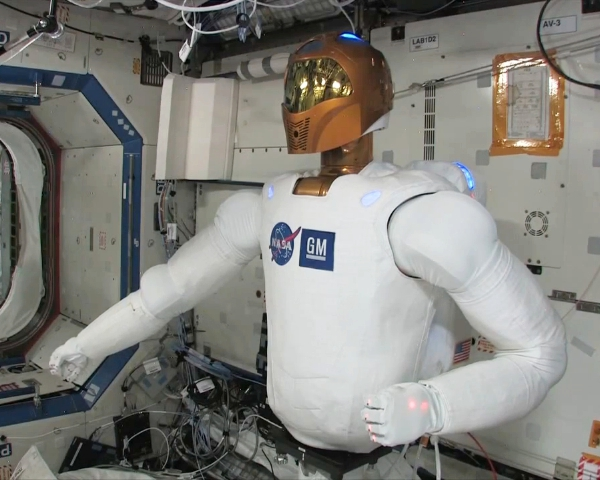
国際宇宙ステーションの中のロボノート2

人間が危険な状況にさらされている状況での他の多くのアプリケーションは、テレプレゼンスの適切な候補として容易に認識されている。例としては、採掘、爆弾処理、軍事作戦、火事からの犠牲者の救助、有毒な空気、深海探査、さらには人質の状況などがある。テレプレゼンスは、地球からテレオペレーションされる火星探査ローバーなど、別の宇宙探査でも重要な役割を果たす。

### パイプライン検査
パイプラインビデオ検査を使用して、他の方法では検査にアクセスできない小径のパイプを表示できるようになっている。

### 遠隔手術
外科医の知識と物理的スキルを長距離にわたって投影できる可能性には、多くの魅力がある。したがって、この主題についてもかなりの研究が進行中である。（局所制御ロボットは、関節を受け入れるために骨を粉砕するのにより正確であるため、現在、関節置換手術に使用されている。）テレプレゼンス、テレオペレーションとテレロボティクスの組み合わせにより、遠隔地の外科医が移動式手術室で迅速に注意を向けることができるため、戦闘による死傷者の命を救う可能性があるため、軍隊には明らかな関心がある。
最近、電話会議は、2002年にドイツのレーゲンスブルクで実証されたように、リアルタイムの遠隔外科手術の実行のために、主に視聴覚交換を使用する医療（遠隔医療またはテレマティクス）で使用されている。視聴覚データに加えて、触覚（触覚）情報の転送も遠隔医療で実証されている。

### 教育

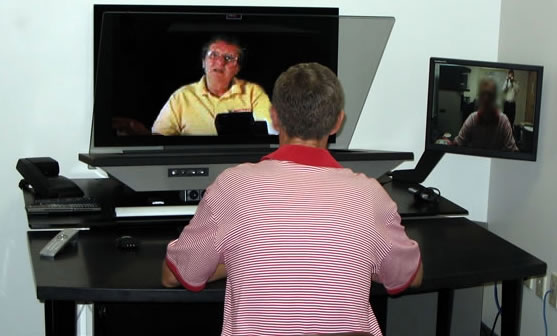
デンバーの専門能力開発の専門家は、「Project ThereNow」の初期調査中に、テレプレゼンスを使用してユタ州の教師を指導している。

テレプレゼンスを使用して教師に専門能力開発を提供するための研究が行われている。調査によると、教師の専門能力開発の最も効果的な形態の1つは、コーチング、つまり認知的見習いである。テレプレゼンスの適用は、教師の専門能力開発へのこのアプローチを実用的にするための見込みを示している。
児童が探検に積極的に参加できるようにすることの利点は、JASONおよびNASAエイムズ研究センターのプログラムによっても示されている。生徒、学生、または研究者が他の方法ではアクセスできない場所を探索できることは、非常に魅力的な提案である。たとえば、多くの人達が往来する、サンゴ礁、古代エジプトの墓、最近の芸術作品の海底探査など、身近な環境や人工物自体に害を及ぼしている場所である。
もう1つのアプリケーションは、教授が異なるキャンパスの学生に同時に教えることを可能にするリモート教室用である。このアプリケーションの例は、ラトガーズ大学のロースクールの教室にある。2つの同じ部屋が2つの大都市圏にある。各教室には、生徒が同じ教室にいるような印象を与えるために直面する壁の200インチのモニターに接続されたスタジオ照明、オーディオ、およびビデオ会議機器が装備されている。これにより、教授はどちらかのキャンパスにいることができ、授業中に両方のキャンパスの学生間の交流が容易になる。

### テレプレゼンスアート
真のテレプレゼンスは、工学、心理学、テレビ放送の芸術を根本的に統合する学際的な芸術と科学である。
1998年、Diller Scofidio + Renfroは、プロの俳優が上演した録画ビデオとライブWebカメラを並べたインターネットベースのアートインスタレーション「Refresh」を作成した。各画像には架空の物語が添えられていたため、どちらがライブWebカメラであるかを区別するのは困難であった。

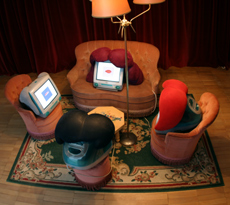
iMac用のメロドラマ

1993年、Eduardo KacとEd Bennettは、国際通信芸術祭「Blurred Boundaries」（Entgrenzte Grenzen II）のために、テレプレゼンスインスタレーション「Ornitorrinco on the Moon」を作成した。オーストリアのグラーツにあるKulturdataによって調整され、世界中で接続されていた。
1997年から現在まで、新幹線とボディ>データ>スペースのジスレーヌ・ボディントンと呼び、フェスティバル、アートセンター、クラブへのテレプレゼンスの拡張使用を探求し、監督しました。世界中の多くのアーティストによるテレプレゼンスの探求につながる数多くのワークショップ。この方法論は、身体>データ>空間/ NESTAプロジェクト「ロボットとアバター」を通じて、若者がどのように働き、遊ぶかを探求する革新的なプロジェクトを通じて、将来の仕事の世界に備えて、若者の遠隔直観のスキルを開発するために広く使用されている。今後10〜15年間で、仮想的および物理的な生活の中で自分自身や他の人の新しい表現形式を持つ。
過去20年間のダンスと演劇におけるテレプレゼンスの概要は、On The MoveのWebサイトからダウンロードできる。JudithStaines（2009）によるの調査資料に記載されている。

## 大衆文化
テレプレゼンスは、メディアとエンターテインメントで表される。

### 文学
- はだかの太陽（1957）–人口が非常に少ない惑星であるソラリアで主に発生する小説で、すべての個人的な接触はわいせつと見なされ、すべての通信はホログラフィックテレプレゼンスを介して行われます。
- ニューロマンサー （1984）–テレプレゼンスを広範に使用するだけでなく、テレプレゼンスを可能にするための基盤となる手段としてサイバースペースとインターネット（別名マトリックス）を導入する小説。

### テレビ
- Space: Above and Beyond（英語版）（エピソード20、「スターダスト」-1996年4月19日）
- 24 （2001–2010）
- The Big Bang Theory（英語版）（エピソード65、2010年9月）
- Modern Family（英語版）（エピソード144、「彼には彼女がいる」– 2015年5月）
- Bob's Burgers（英語版）（エピソード115、「エクスマックティナ」– 2017年1月）
- コミ・カレ!!（エピソード102、「ジェフと囚人の法則」– 2015年4月）

### 映画
- アイアンマン3 （2013）–トニースタークはテレプレゼンス技術を使用してマーク42スーツを使用している。
- ラ・ワン（英語版） （2011）
- ダークドライブ（英語版）（1996）
- アバター（2009）
- GIジョー：コブラの台頭（2009）
- GAMER（2009）
- サロゲート（2009）
- スリープ・ディーラー（英語版）（2008）
- アヴァロン（2001）
- マトリックス（1999）
- コミュニケーションに使用されるホログラフィック技術を使用したスターウォーズ映画（1977年〜現在）
- 王様のためのホログラム（2016）は、テレプレゼンスをメインテーマとして使用している。

### ビデオゲーム
- スプリンターセル コンヴィクション（2010）
- Half-Life 2: Episode Two（英語版）（2007）
- Mass Effect 2 - コマンダー・シェパード（英語版）は、量子もつれベースのテレプレゼンスシステムを使用してIllusive Man（英語版）と通信する。
- Elite：Dangerous （2014） - プレイヤーとノンプレイヤーキャラクターは、テレプレゼンスを利用して、死亡のリスクなしに乗組員として演じることができる。
- Death Stranding （2019） - テレプレゼンスは、ゲームの想定される未来の住人のためのコミュニケーションにおいて、重要かつ重要な役割を果たす。

### コミックス
- LamarWaldronの「MICRAMindControlled Remote Automaton」（1987年）は、首の怪我で麻痺した大学生の女性が、教授の1人が作成したAndroidボディのリモートパイロットになることを志願したという話に関連している。
- サロゲート（英語版）、2005〜 2006年のコミックシリーズは、映画「サロゲート」（2009）に影響を与え、人間がマインドコントロールされたアンドロイドを広く使用する未来について説明している。

### バーチャルリアリティコミュニティ
- アクティブな世界（英語版）とSecond Lifeができるように3Dアバターでボイスチャット（英語版）を許可する。